# Jeroen Vanthournout
Jeroen Vanthournout (Roeselare, 29 juni 1989) is een Belgische voetballer die sinds de zomer van 2020 uitkomt voor K. Excelsior Zedelgem. Vanthournout is een linkerverdediger die ook als middenvelder uit de voeten kan.

## Carrière
Vanthournout is een jeugdproduct van KSV Roeselare. Zijn officiële optreden voor het eerste elftal van de West-Vlaamse club was de bekerwedstrijd tegen Germinal Beerschot op 27 februari 2008: Vanthournout viel daar in de 70e minuut in voor Koen De Vleeschauwer. Ook in het seizoen 2008/09 bleven zijn speelkansen beperkt tot één wedstrijd, een wedstrijd tegen FCV Dender EH in de degradatie-eindronde. Pas in het seizoen 2009/10, voorlopig het laatste seizoen van Roeselare in Eerste klasse, kreeg Vanthournout regelmatiger speelkansen.
In de winter van 2011 haalde KVC Westerlo Vanthournout, inmiddels gezakt met Roeselare, terug naar de Jupiler Pro League. Vanthournout degradeerde in 2012 echter ook met Westerlo uit de hoogste klasse. In de zomer van 2014 haalde Roeselare hem terug naar Schiervelde.
De tweede passage van Vanthournout bij Roeselare (de derde eigenlijk als we de korte verhuis naar de jeugd van AA Gent in 2005 meerekenen) bleef beperkt tot twee seizoenen: in 2016 zwichtte hij voor het ambitieuze project van KVC Winkel Sport, dat een gooi naar de titel wilde doen in de nagelnieuwe Tweede amateurklasse. Winkel Sport veroverde meteen een eindrondeticket, maar sneuvelde in de eerste ronde tegen Eendracht Aalst. Vanthournout verliet de club dan maar voor FCV Dender EH. Daarna ging hij naar KVC Wingene en KSK Oostnieuwkerke. Voorlopig speelt hij bij K. Excelsior Zedelgem.

## Statistieken
| 2007/08        | KSV Roeselare      | Vlag van België | Jupiler League     | 0   | 0 | 1  | 0 | — | — | 1   | 0 |  |  |
| 2008/09        | KSV Roeselare      | Vlag van België | Jupiler Pro League | 1   | 0 | 0  | 0 | — | — | 1   | 0 |  |  |
| 2009/10        | KSV Roeselare      | Vlag van België | Jupiler Pro League | 15  | 0 | 4  | 0 | — | — | 19  | 0 |  |  |
| 2010/11        | KSV Roeselare      | Vlag van België | Tweede klasse      | 18  | 2 | 2  | 1 | — | — | 20  | 3 |  |  |
| 2010/11        | KVC Westerlo       | Vlag van België | Jupiler Pro League | 6   | 0 | 1  | 0 | — | — | 7   | 0 |  |  |
| 2011/12        | KVC Westerlo       | Vlag van België | Jupiler Pro League | 24  | 2 | 0  | 0 | 0 | 0 | 24  | 2 |  |  |
| 2012/13        | KVC Westerlo       | Vlag van België | Belgacom League    | 17  | 1 | 2  | 0 | — | — | 19  | 1 |  |  |
| 2013/14        | KVC Westerlo       | Vlag van België | Belgacom League    | 29  | 2 | 4  | 0 | — | — | 33  | 2 |  |  |
| 2014/15        | KSV Roeselare      | Vlag van België | Proximus League    | 34  | 1 | 2  | 0 | — | — | 36  | 2 |  |  |
| 2015/16        | KSV Roeselare      | Vlag van België | Proximus League    | 23  | 1 | 1  | 0 | — | — | 24  | 1 |  |  |
| 2016/17        | KVC Winkel Sport   | Vlag van België | Tweede klasse Am.  | 15  | 0 | 3  | 1 | — | — | 18  | 1 |  |  |
| 2017/18        | FCV Dender EH      | Vlag van België | Eerste klasse Am.  | 14  | 0 | 2  | 0 | — | — | 16  | 0 |  |  |
| 2018/19        | KVC Wingene        | Vlag van België | Derde klasse Am.   | 14  | 0 | 1  | 0 | — | — | 15  | 0 |  |  |
| 2019/20        | KSK Oostnieuwkerke | Vlag van België | Derde klasse Am.   | 14  | 0 | 1  | 0 | — | — | 15  | 0 |  |  |
| 2020/21        | Excelsior Zedelgem |                 | Eerste Provinciale |     |   |    |   |   |   |     |   |  |  |
| Carrièretotaal | Carrièretotaal     | Carrièretotaal  | Carrièretotaal     | 181 | 9 | 12 | 0 | 0 | 0 | 193 | 9 |  |  |

Bijgewerkt op 12 februari 2020.